# Upplands runinskrifter 966
Runsten utan text inmurad i ytterväggen i Vaksala kyrka. Stenen sitter inmurad i södra väggen av tvärskeppet på kyrkans södra sida, 1,80 m over markytan. Stenen först omtalas år 1876. År 1942 upptäcktes ett till fragment av stenen, inmurat i västra väggen av södra tvärskeppet, 1,30 m över marken. Korstypen är vanlig för uppländska runstenar.

## Källor

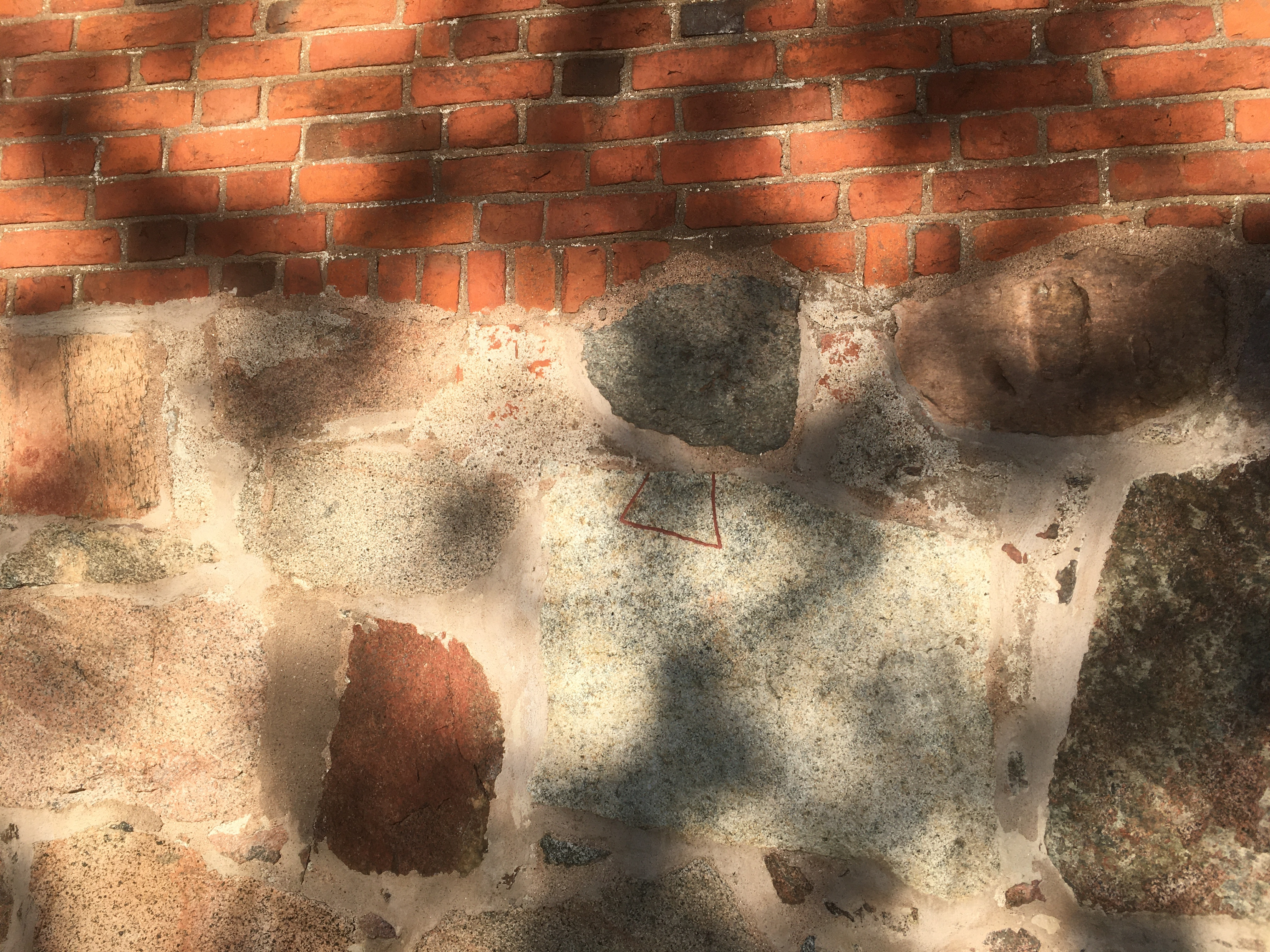
U 966, fragment.